# Віларіню-да-Каштаньєйра
Віларіню-да-Каштаньєйра (порт. Vilarinho da Castanheira; МФА: [vi.ɫɐ.ˈɾi.ɲu dɐ kɐʃ.tɐ.ˈɲɐj.ɾɐ]) — парафія в Португалії, у муніципалітеті Карразеда-де-Ансіайнш. Розташована в північно-східній частині країни, на теренах історичної португальської провінції Трансмонтана. Входить до складу округу Браганса. За адміністративним поділом, чинним до 1976 року, терени парафії були складовою провінції Трансмонтана і Верхнє Дору. Належить до Брагансько-Мірандської діоцезії Католицької церкви. Патрон — Марія Магдалина. Площа — 28,2562 км². Населення — 415 ос. (2011). Слабо урбанізований регіон. Густота населення — 14,69 осіб/км²
. Код — 040318.

## Населення
| Кількість мешканців | Кількість мешканців | Кількість мешканців | Кількість мешканців | Кількість мешканців | Кількість мешканців | Кількість мешканців | Кількість мешканців | Кількість мешканців | Кількість мешканців | Кількість мешканців | Кількість мешканців | Кількість мешканців | Кількість мешканців | Кількість мешканців |
| ------------------- | ------------------- | ------------------- | ------------------- | ------------------- | ------------------- | ------------------- | ------------------- | ------------------- | ------------------- | ------------------- | ------------------- | ------------------- | ------------------- | ------------------- |
| 1864                | 1878                | 1890                | 1900                | 1911                | 1920                | 1930                | 1940                | 1950                | 1960                | 1970                | 1981                | 1991                | 2001                | 2011                |
| 1 192               | 1 332               | 1 384               | 1 536               | 1 534               | 1 378               | 1 346               | 1 533               | 1 560               | 1 462               | 1 058               | 987                 | 1 096               | 772                 | 415                 |